# 대주증
대주증(dipsomania)은 술에 대한 욕구를 이길 수 없는 상태를 말하는 전통적 용어다. 19세기에는 다양한 알코올 관련 질환을 모두 대주증이라고 불렀으며, 현대적으로는 알코올 의존증이라고 한다. 현재도 알코올 의존으로 인해 수반되는 충동적 행동 따위의 증세를 통용적으로 대주증이라고 일컫기도 한다.
대주증이라는 용어는 독일의 의사 크리스토프 빌헬름 후펠란트가 1819년 고안했다.
용어로서는 폐기되었지만 질병분류편람에는 알코올 의존증의 동음이의어로 유지되어 있다(번호 F10.26).